# Heteromunia pectoralis
Heteromunia pectoralis é uma espécie de ave da família Estrildidae. É a única espécie do género Heteromunia.
É endémica da Austrália.
Os seus habitats naturais são: savanas áridas e campos de gramíneas subtropicais ou tropicais secos de baixa altitude.